# Peder Fredricson

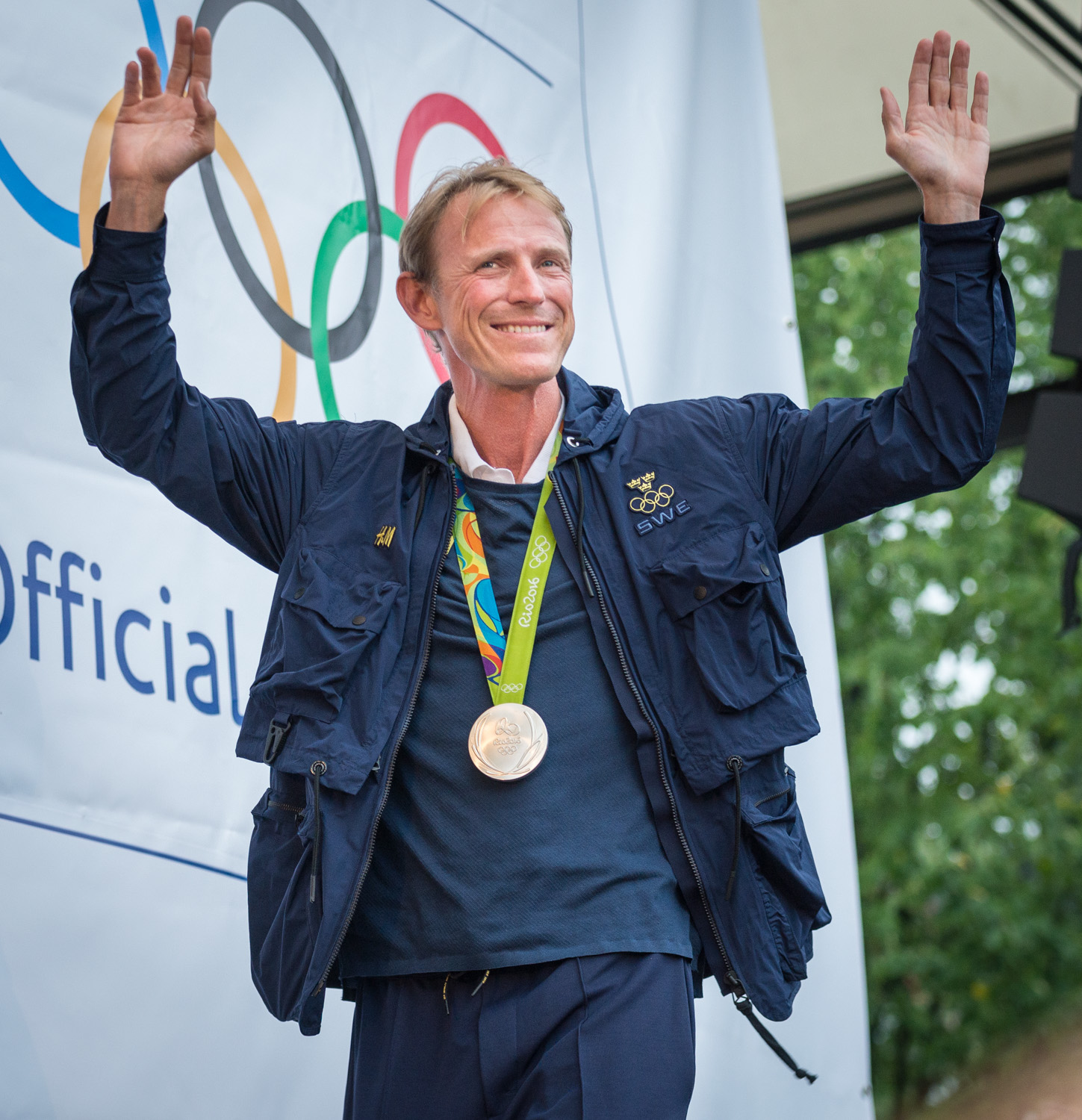
Peder Fredricson och övriga OS-medaljörerna 2016 hyllas i Kungsträdgården i Stockholm den 21 augusti 2016.

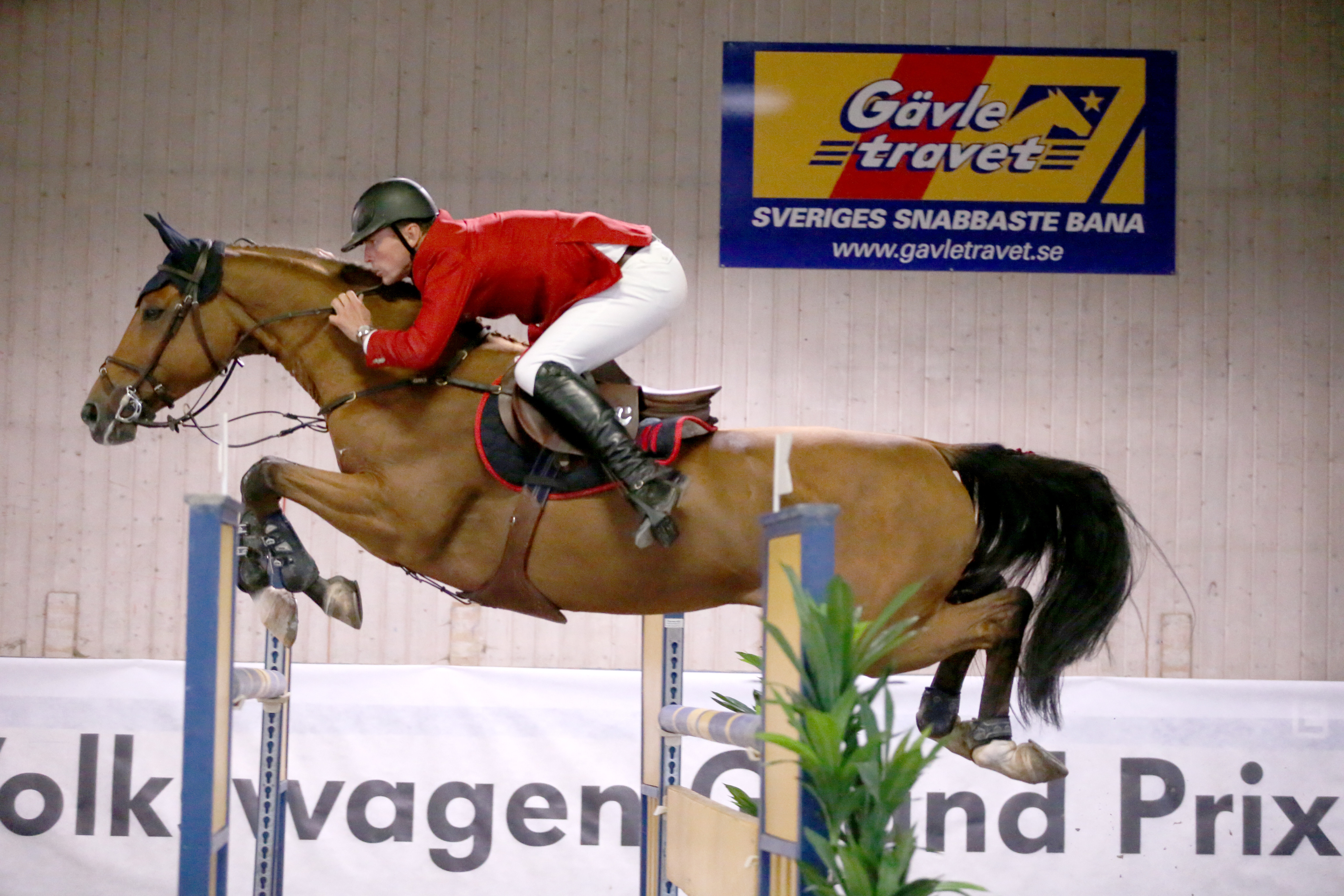
Peder Fredricson med Holliday KLG vann premiäromgången av Volkswagen Grand Prix 2014.

Carl Peder Fredricson, född 30 januari 1972 i Södertälje, är en svensk ryttare som har tävlat på elitnivå och fått OS-placeringar som junior samt två medaljörer vid junior-EM i fälttävlan, men senare övergått till banhoppning. Han har ett olympiskt guld, tre olympiska silvermedaljer, ett VM-silver, ett EM-guld, ett EM-silver och ett EM-brons i banhoppning. Fredricson var 2021 rankad etta i världen i banhoppning av det internationella ryttarförbundet FEI. Hans häst H&M All In har vunnit 3 st OS-medaljer.

## Biografi

### Tidiga år
Fredricson växte upp i Sunnersta utanför Uppsala och började rida för Uppsala ponnyklubb. Vid tio års ålder flyttade Fredricson till Flyinge.
1989 deltog Fredricson i det andraplacerade svenska laget i fälttävlan vid junior-EM i Lausanne. Vid samma tävlingar tog han guld i fälttävlan individuellt.
Peder Fredricson är en av få ryttare i världen som tävlat OS och VM i både banhoppning och fälttävlan. Han blev den yngsta svenska OS-ryttaren genom tiderna när han som 20-åring red OS i fälttävlan i Barcelona 1992.
Fredricson är yngre bror till hoppryttaren Jens Fredricson och son till veterinärprofessor Ingvar Fredricson, som tidigare var chef på Flyinge.

### Tävlingsframgångar
Han har tagit två silver i svenska mästerskapen i hoppning. Fredricson vann finalen i 2014 års upplaga av Swedish Riders Trophy på H&M All In.
Fredricson tog OS-silver i hoppning 2016 i Rio och även vid Tokyo-OS fem år senare (på grund av coronapandemin genomfördes OS i Tokyo 2021 istället för 2020). 2017 tog han individuellt EM-guld och lagsilver i banhoppning på hemmaplan i Göteborg. Han vann Jerringpriset både 2016 och 2017. 2018 vann han även tillsammans med det svenska laget lag-silver i VM i Tryon. Vid OS i Tokyo 2021 tog han guld i laghoppningen tillsammans med Malin Baryard-Johnsson och Henrik von Eckermann. 2021 tog han individuellt EM-brons i banhoppning i Riesenbeck.

### Klubb, familj och övrigt
Fredricson tävlar för Österlens ridklubb. Han är gift med hoppryttaren Lisen Bratt Fredricson. De har tre söner tillsammans.
Fredricson, som bor på Grevlundagården på Österlen, är utbildad grafisk tecknare och har tidigare, vid sidan av hästarna, skapat tavlor, logotyper och grafiska profiler.

## Meriter
- 1989 – 1:a både individuellt[11] och i lag vid junior-EM i fälttävlan[12]
- 1992 – 11:e plats i lagtävlingen i fälttävlan och 14:e plats i individuella tävlingen i fälttävlan vid Olympiska spelen i Barcelona
- 2004 – 1:a Modenas Grand Prix
- 2004 – 2:a i laghoppningen i Olympiska spelen i Aten. Fyra individuellt i OS i Aten
- 2016 – 2:a individuellt i Olympiska spelen i Rio de Janeiro
- 2016 – Jerringpriset
- 2017 – 1:a individuellt och 2:a i laghoppningen i Europamästerskapet i Göteborg
- 2017 – Jerringpriset[13]
- 2021 – 2:a plats individuellt i Olympiska spelen i Tokyo
- 2021 – 1:a plats i laghoppningen i Olympiska spelen i Tokyo
- 2021 - 3:e plats individuellt i Europamästerskapet i Riesenbeck
- 2021 - Svenska Dagbladets Bragdmedalj (tilldelad svenska hopplandslaget i Tokyo-OS)

## Topphästar
- Hansson WL (Valack född 2008) brunfärgad SWB, e:Hip Hop (swb) u:Indra WL (swb) ue:Iowa Ägare: Astrid Ohlin
- H&M All In (Valack född 2006) brun Belgisk sporthäst, e:Kashmir van Schuttershof u:Fortune ue:Andiamo Z ägare: Stuteri Arch[14]
- H&M Christian K (Valack född 2007) brun KWPN e: Namelus R u:Sirnanda ue:CALVADOS / SABLE ROSE ägare: Stuteri Arch[15]
- Catch Me Not S (Valack född 2006) skimmel SWB e: Cardento u: Ralmea (ex Black Lady) ue: Ramiro’s Son ägare: Ebba Berglöf[16]

### Tidigare
- Magic Bengtsson (Valack född 1994) Brun Holsteinare, e:ILandos u:Lagretto
- Flip's Little Sparrow (Sto född 2006) Mörkbrun Svenskt varmblod, e:Cardento u:Butterfly Flip ue:Robin Z ägare: Astrid Ohlin, rids sedan 2017 av Grevlundagårdens beridare Stephanie Holmén.[17]
- Sibon (Valack född 2004) Skimmelfärgad Holländskt varmblod, e: Sibon W u: Victorie BC ue: Baloubet du Rouet